# Yakob Sayuri
Yakob Sayuri (Yapen Waropen, Indonesia, 22 de septiembre de 1997) es un futbolista de Indonesia que juega en la posición de extremo con el Malut United de la Liga 1 de Indonesia desde el año 2024.

## Carrera

### Club
| Periodo   | Club             |
| --------- | ---------------- |
| 2017      | Persewar Waropen |
| 2018      | Persemi Mimika   |
| 2018      | Persewar Waropen |
| 2019      | PS Barito Putera |
| 2020-2024 | PSM Makassar     |
| 2024-     | Malut United     |

### Selección nacional
A nivel de selecciones menores jugó dos partidos para Indonesia en la categoría sub-23 en 2019. Debutó con Indonesia el 25 de mayo de 2021 en un partido amistoso ante Afganistán.
Yakob anotó su primer gol internacional en la victoria por 7–0 sobre Brunéi el 26 de diciembre de 2022 por el Campeonato de la AFF 2022, además de ser elegido como el mejor jugador del partido.
Yakob anotó su segundo gol internacional ante Burundi el 25 de marzo de 2023. Tres días después ante el mismo rival jugó junto a su hermano Yance, siendo la primera vez que dos hermanos gemelos juegan con Indonesia en un mismo partido.
El 5 de enero de 2024 Yakob anotó en la derrota por 1-2 ante Libia en un partido de preparación para la Copa Asiática 2023, en la primera edición en la que Indonesia avanza a la ronda de eliminación.

## Logros

### Club
- Liga 1:2022-23

### Individual
- Equipo ideal de la Liga 1: 2022-23, 2024-25[9]
- Equipo ideal de la APPI Indonesian Football: 2024-25[10]